# 몰타 기사단

몰타 기사단의 깃발(1113년경)

성 요한의 예루살렘과 로도스와 몰타의 주권 구호기사수도회(이탈리아어: Sovrano Militare Ordine Ospedaliero di San Giovanni di Gerusalemme di Rodi e di Malta,  영어: Sovereign Military Order of Malta, SMOM, Sovereign Military Hospitaller Order of Saint John of Jerusalem, of Rhodes and of Malta, Order of Malta, Knights of Malta)는 로마 가톨릭계의 기사 수도회로, 1080년 성지를 순례하는 순례자들을 위해 예루살렘에 세워진 아말피 병원에서 시작되어 현재까지 이르고 있다. 간단히 몰타 기사단(Order of Malta)으로도 부르며, 지역에 따라 구호 기사단(Knights Hospitaller), 로도스 기사단(Order of Rhodes), 성 요한 기사단(Order of Saint John) 등 다양한 이름으로 불린다.
몰타 기사단의 기원이 되는 구호기사단은 1099년 제1차 십자군 원정 당시 정복된 예루살렘에서 로마 가톨릭교회의 군사적인 성격을 띤 기사단으로 창설되어 성지와 순례자들의 보호를 위한 조직으로 발전하였다. 1291년 팔레스타인에서 기독교 세력이 축출된 이후에 기사단은 키프로스를 거쳐, 1309년 로도스섬으로 근거지를 옮겼으며, 1522년 오스만 제국에 의해 로도스섬에서 쫓겨나서는 1530년에 스페인 관할의 몰타로 이주하였다.
이들은 몰타 섬을 다스리며 1565년에 있었던 오스만의 침략도 물리치고 주권을 유지하였으나 1798년 6월 나폴레옹 보나파르트가 이끈 프랑스군에게 항복하였고 이후 영국의 영토가 된 몰타 섬에서 퇴거하게 되었다. 그러나 몰타 기사단은 로마로 본부를 옮긴 이후 현재까지도 존속하고 있으며, 영토를 제외하고 독자적인 헌법과 법원 등 독립국으로서 갖춰야 할 대부분의 요소들을 갖추고 있기에 현재까지도 국제법상 주체로 인정받기도 한다.

## 역사

### 성 요한 기사단

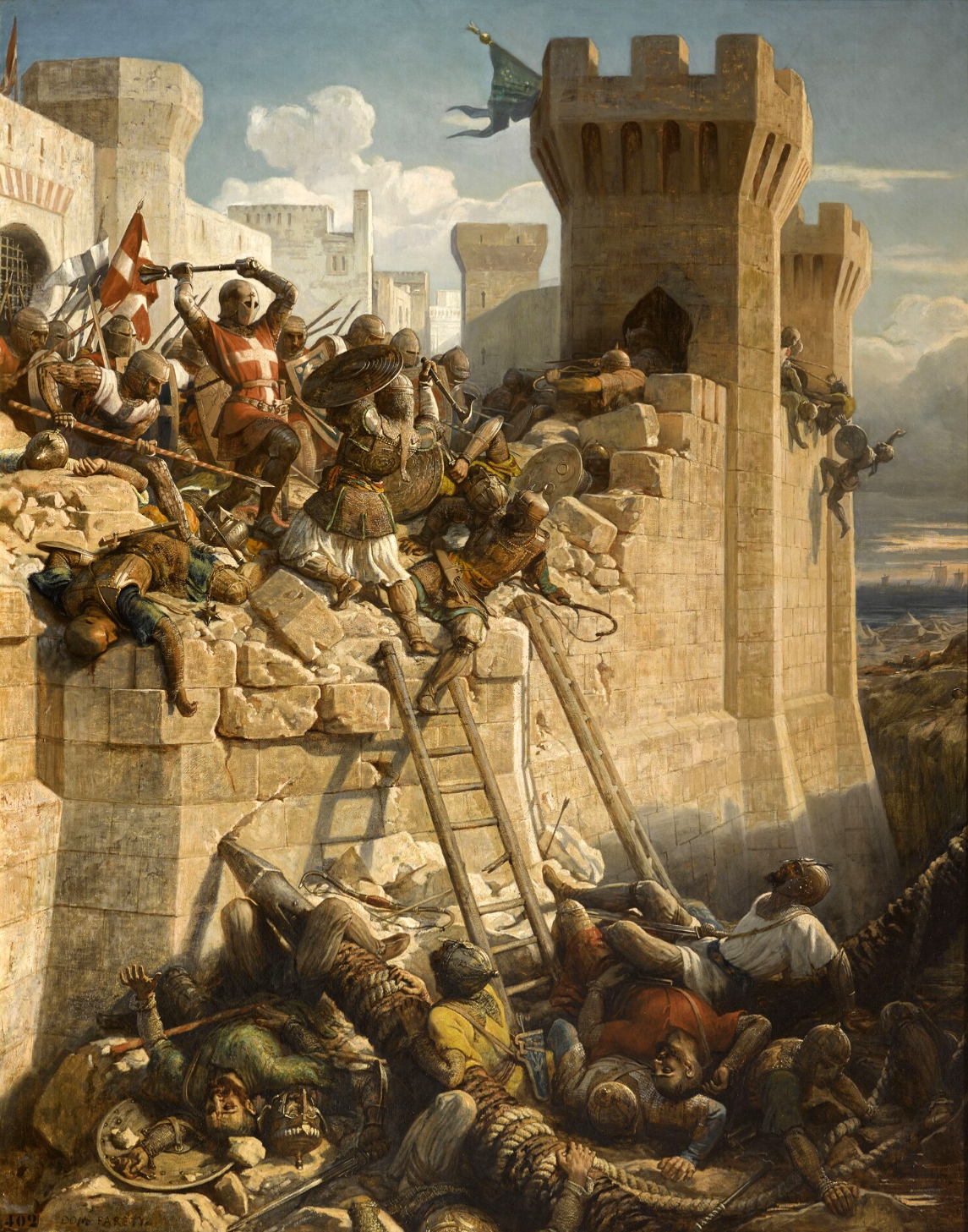
1291년 아코 공성전, 성벽에서 싸우는 기사단, 1840년경 회화

600년 교황 그레고리오 1세의 명을 받아 아봇 프로브스가 예루살렘에 병에 걸렸거나 몸을 다친 성지 순례자들을 치료하기 위한 병원을 세웠다. 병원조직은 1005년 칼리프 알 하킴에 의해 병원과 부속 건물들이 파괴되었다. 1023년 이탈리아 아말피와 살레르노 출신의 상인들이 이집트 칼리프의 허가를 얻어 병원을 다시 세웠는데 그 병원은 세례자 요한의 묘지에 세워졌고 베네딕토회 수사들의 봉사로 성지 순례자들을 위해 구호 활동을 하였다.
제1차 십자군 이후 프로방스의 제라드의 노력으로 1113년에 교황 파스칼 2세에게 기사 수도회로 정식 승인을 얻어 1119년에 설립된 템플 기사단과 마찬가지로 점차 군사적 요소를 강화해 갔다. 그러나 이 시대는 주로 병원(호스피톨러) 기사단이라고 불리는 것처럼, 최대 2,000명을 수용할 수 있는 병원이나 숙박 시설도 기존대로 운영되고 있었으며, 기사 출신의 수도사도 평시에는 병원에서 의료 봉사를 의무화(기사라고 하더라도 공적은 수도 청원을 세운 수도사이며 본래적인 의미에서 기사가 아닌)하는 설립 시의 취지가 짙게 남아 있었다. 당시 이 기사단에 들어가는 것은 대단한 영예였었지만, 그 대가로 기사단 재적 중에 어떤 이유가 있어도 결혼이 금지되었다.
1099년 기독교 세력이 예루살렘을 정복하고 예루살렘 왕국이 세워지자 군사적인 기사단 조직으로 개편되었고, 무슬림들과의 전쟁을 통해 그 용맹성을 인정받고 성당 기사단과 함께 팔레스타인 지역의 중요한 기독교 종교기사단으로 발전하였다. 기사 수도회는 십자군 국가 방위의 주력이 되었고, 성 요한 기사단만 해도 2개의 큰 요새와 140의 요새를 지키고 있었다.
1187년에 예루살렘이 함락된 후에도 트리폴리와 아코를 사수하고 있었지만, 결국 1291년 마지막 기독교 세력의 근거지인 아코가 무슬림들의 수중에 함락되자 기사단은 키프로스 왕국으로 피난했다. 성당기사단이나 튜튼 기사단 등 다른 가톨릭 템플 기사단이 유럽으로 후퇴한 반면 성 요한 기사단은 언제가는 다시 성지를 회복할 것을 결심하면서 성지 근처에 남기로 결정했다. 이후 해군(실태는 해적)이 되었고, 이슬람 세력과 싸웠지만 키프로스 왕이 기사단의 존재를 두려워한 것도 있고, 1309년에 동로마 제국의 영토였던 로도스섬을 빼앗아 이곳으로 본거지를 옮겼다. 이후, 로도스 기사단이라고 불리게 된다.

### 로도스 기사단 시기

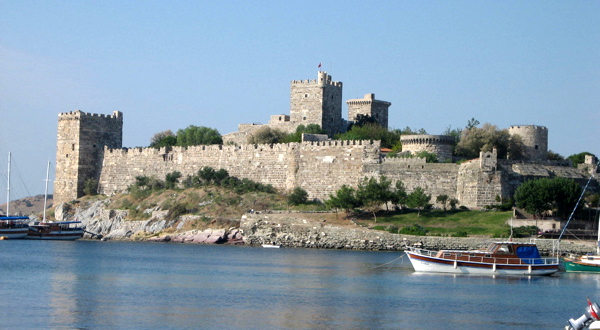
보드룸의 기사단 성채

1309년 튀르키예 남쪽의 로도스섬을 정복하고, 그곳에 기사단의 근거지를 삼고 병원을 세우고 활동하면서 동지중해의 막강한 해군력을 가진 독립국가가 되었다. 이들은 로도스섬을 근거지로 섬 근처를 지나는 상선들을 무차별 약탈하여 사실상 지중해의 해적이 되었다. 튀르키예의 무슬림군은 동쪽의 유럽을 정복해 나가기를 원했는데, 그 길목에 위치해 있는 것이 바로 로도스섬이었다. 
결국 오스만 제국은 전쟁을 일으키고, 그에 맞서는 기사단은 오스만 군의 100분의 1밖에 안되는 병력으로 싸워야 했다. 그럼에도 불구하고 1차 전쟁은 오스만의 패배로 끝이나고 튀르키예군은 퇴각한다. 그러나 1522년 오스만의 술레이만 대제가 침공하여 벌어진 로도스섬 공방전에서 패배하면서 성 요한 기사단은 로도스에서 퇴각하였다. 

### 몰타 기사단 시기
로도스섬에서 추방당한 이후 기사단은 서유럽의 이곳저곳을 8년간 옮겨다녀야 했다. 1530년 신성 로마 제국의 카를 5세가 기사단에게 북아프리카의 해적들을 대신 소탕하게 할 목적으로 몰타에 근거지를 마련해 주었다. 1565년 5월 오스만이 몰타섬을 침공했으나 방어에 성공하였다.

### 몰타에서 추방, 로마 정착

몰타 기사단과 외교관계가 있는 나라(붉은색), 기타 관계를 맺고 있는 나라(주황색)관계가 없는 나라는 (회색)

지중해의 강자였던 몰타 기사단은 1798년 나폴레옹 보나파르트에 의해 점령되었다. 이집트 원정길에 오른 나폴레옹은 몰타에 항구와 보급의 제공을 요구하고 위협을 가해왔다. 같은 그리스도인에게 무력을 사용하지 못하게 규정한 기사단의 규율 때문에 당시 기사단장이었던 페르디난트 폰 홈페쉬는 나폴레옹에게 항복하였다. 이후 기사단은 다시 유럽을 떠돌면서 유럽 각국에 의탁했는데 특히 러시아 제국의 도움을 많이 받았다.
19세기 초에 기사단은 세력이 급격히 줄어들었고 결국 1834년 로마에 본부를 두고 정착하였다. 이때부터는 군사적인 측면은 거의 사라지고 인도주의적·종교적 조직으로만 존재하게 되었다. 전 세계에 퍼져있는 단원들이 의료봉사활동을 하고 있다. 외교 사절, 자국 등록 선박, 자체 자동차 번호판 등을 갖고 있고, 우편 협정을 유지하고 있는 몇몇 나라들에서만 통용되는 우표도 발행함으로써 "영토 없는 국가"로 불리기도 한다.
2017년 1월, 기사단장 매튜 페스팅(Matthew Festing)이 의장 알브레히트 폰 뵈젤라거(Albrecht von Boeselager)를 해임하자 뵈젤라거가 바티칸에 억울함을 호소하는 일이 있었는데, 이에 프란치스코 교황이 나서 뵈젤라거의 복직과 페스팅의 해임을 명하고 다음 기사단장이 선출될 때까지 기사단 내에서 교황을 대변할 대주교를 임명하는 등 몰타 기사단에 직접적으로 개입하게 되었다.

## 역대 기사단장
최초 건립시기부터 현재까지 성요한기사단의 총기사단장(때때로 부기사단장)의 목록은 아래와 같다.
- 축복받은 제라르 (1099-1120)
- 레몽 뒤 파이 드 프로방스 (1120-1160)
- 아우그 드 발벵 (1160-1163)
- 아르나우 드 콤프 (1162-1163)
- 길베르 (1163-1170)
- 가스통 드 뮐롱 (추정 1170-1172)
- 시리아의 조베르 (1172-1177)
- 로주 드 뮐랭 (1177-1187)
- 아르멩골 드 아스파 (1187-1190)
- 나블루스의 가르니에 (1190-1192)
- 고프리 드 동종 (1193-1202)
- 포르투갈의 알폰소 (1203-1206)
- 고드프루아 르 라 (1206-1207)
- 카링 드 몽테귀 (1207-1228)
- 베르트랑 드 테르시 (1228-1231)
- Guerin de Montacute (1231-1236)
- 베르트랑 드 콤프 (1236-1240)
- 피에르 드 비에유-브리데 (1240-1242)
- Guillaume de Chateauneuf (1242-1258)
- 위그 드 레벨 (1258-1277)
- 니콜라스 로겐 (1277-1284)
- Jean de Villiers (1284-1294)
- 오도 드 핀스 (1294-1296)
- 기욤 드 빌라레 (1296-1305)
- 풀크 드 빌라레 (1305-1319)
- Hélion de Villeneuve (1319-1346)
- Dieudonné de Gozon (1346-1353)
- 피에르 드 코르네이라란 (1353-1355)
- 로제르 드 핀스 (1355-1365)
- 레이몬드 베렌가르 (1365-1374)
- 로베르 드 줄리악 (1374-1376)
- 후안 페르난데스 데 헤레디아 (1376-1396)
  - 리카르도 카라시올로 (1383-1395) 경쟁관계의 총기사단장
- 필리베르 드 네일라 (1396-1421)
- 안토니오 플루비안 데 리비에레 (1421-1437)
- 장 드 라스티그 (1437-1454)
- 자크 드 밀레 (1454-1461)
- 피에로 레이몽도 자코스타 (1461-1467)
- 조반니 바티스타 오르시니 (1467-1476)
- 피에르 도뷔송(Pierre d'Aubusson) (1476-1503)
- 에메리 당부아즈(Emery d'Amboise) (1503-1512)
- 기 드 블랑쉐포르 (1512-1513)
- 파브리치오 델 카레토(Fabrizio del Carretto) (1513-1521)
- 필리프 비에어 드 리슬레-아담 (1521-1534)
- 피에로 데 폰테 (1534-1535)
- 디디에 드 생재유(Didier de Saint-Jaille, 1535-1536)
- 후안 데 호메데스 이 코스콘 (1536-1553)
- 클로드 드 라 상글(Claude de la Sengle, 1553-1557)
- Jean Parisot de la Valette (1557-1568)
- 피에르 데 몬테 (1568-1572)
- 후안 데 라 카시에레 (1572-1581)
  - Mathurin Romegas (1581) 부기사단장(1577-1581)이자 경쟁관계의 총기사단장(1581)
- Hugues Loubenx de Verdalle (1581-1595)
- 마르틴 가레즈 (1595-1601)
- 아돌프 데 비냐쿠르 (1601-1622)
- Luis Mendez de Vasconcellos (1622-1623)
- Antoine de Paule (1623-1636)
- Juan de Lascaris-Castellar (1636-1657)
- Martin de Redin (1657-1660)
- Annet de Clermont-Gessant (1660)
- Raphael Cotoner (1660-1663)
- Nicolas Cotoner (1663-1680)
- 그레고리오 카라파 (1680-1690)
- Adrien de Wignacourt (1690-1697)
- Ramon Perellos y Roccaful (1697-1720)
- Marc'Antonio Zondadari (1720-1722)
- Antonio Manoel de Vilhena (1722-1736)
- Raymond Despuig (1736-1741)
- Manuel Pinto de Fonseca (1741-1773)
- 프란시스코 히메네즈 데 텍사다 (1773-1775)
- Emmanuel de Rohan-Polduc (1775-1797)
- 페르디난트 폰 홈페쉬 (1797-1799)
- 파벨 1세 (1798-1801) 사실상
  - 니콜라스 솔티코프 백작 (1801-1803) 사실상의 부기사단장
- 조반니 바티스타 톰마시 (1803-1805)
  - 인니코 마리아 구에바라-수아르도 (1805-1814) 부기사단장
  - André Di Giovanni (1814-1821) 부기사단장
  - Antoine Busca (1821-1834) 부기사단장
  - 카를로 카나디다 (1834-1845) 부기사단장
  - Philippe di Colloredo-Mels (1845-1864) 부기사단장
  - 알레산드로 보르지아 (1865-1871) 부기사단장
  - 지오반니 바티스타 케스키 아 산타 크로케 (1871-1879) 부기사단장
- 지오반니 바티스타 케스키 아 산타 크로케 (1879-1905)
- 카레아조 폰 툰-호엔스테인 (1905-1931)
- 루도비코 알바니 델라 로베레 (1931-1951)
  - 안토니오 헤르콜라니-파바-시모네티 (1951-1955) 부기사단장
  - Ernesto Paternó-Castello di Caraci (1955-1962) 부기사단장
- 안젤로 디 모자나 디 꼴로냐 (1962-1988)
  - 요한 카를로 팔라피키비 (1988) 부기사단장
- 앤드류 Willoughby Ninian Bertie (1988-2008)
- 마태오 페스팅 (2008.03.11-현재)

## 픽션
- 미국 마이크로소프트에서 개발한 PC 게임인 에이지 오브 엠파이어 3의 싱글 플레이에서 모건 블랙 (Morgan Black)이라는 가공의 인물이 몰타 기사단의 단원으로서 설정되어, 모건 블랙과 그의 자손을 중심으로 싱글 플레이 이야기가 전개되었다.

## 같이 보기
- 구호기사단